# 埃拉·冈森
埃拉·冈森（英語：Ella Gunson，1989年7月9日—），新西兰女子曲棍球运动员。她曾代表新西兰参加2010年和2018年英联邦运动会曲棍球比赛，获得一枚金牌和一枚银牌。她也曾参加2012年和2020年夏季奥运会。